# Teorema del triángulo rectángulo de Fermat

Dos triángulos rectángulos con los dos catetos del superior iguales al cateto y la hipotenusa del inferior. Para estas longitudes,, y forman una progresión aritmética separada por un espacio de. No es posible que las cuatro longitudes,, y sean números enteros

El teorema del triángulo rectángulo de Fermat es una prueba de no existencia en teoría de números, publicada en 1670 entre los trabajos de Pierre de Fermat, poco después de su muerte. Es la única prueba completa dada por Fermat. Tiene varias formulaciones equivalentes, una de las cuales fue enunciada (pero no probada) en 1225 por Leonardo de Pisa. En sus formas geométricas, dice:
- Un triángulo rectángulo en el plano para el que las tres longitudes de los lados son números racionales no puede tener un área que sea el cuadrado de un número racional. El área de un triángulo rectángulo de lados racionales se llama número congruente, por lo que ningún número congruente puede ser un cuadrado.
- Un triángulo rectángulo y un cuadrado con áreas iguales no pueden tener todos los lados conmensurables entre sí.
- No existen dos triángulos rectángulos de lados enteros en los que los dos catetos de un triángulo sean el cateto y la hipotenusa del otro triángulo.

De manera más abstracta, como resultado de una ecuación diofántica (soluciones de números enteros o racionales para ecuaciones polinómicas), es equivalente a las declaraciones de que:
- Si tres cuadrados perfectos forman una progresión aritmética, entonces la brecha entre números consecutivos en la progresión (llamada congruum en latín) no puede ser un cuadrado.
- Los únicos puntos racionales en la curva elíptica {\displaystyle y^{2}=x(x-1)(x+1)} son los tres puntos triviales con {\displaystyle x\in \{-1,0,1\}} y {\displaystyle y=0}.
- La ecuación de cuarto grado {\displaystyle x^{4}-y^{4}=z^{2}} no tiene una solución entera distinta de cero.

Una consecuencia inmediata de la última de estas formulaciones es que el último teorema de Fermat es verdadero en el caso especial de que su exponente sea 4.

## Formulación

### Cuadrados en progresión aritmética
En 1225, el emperador Frederico II desafió al matemático Leonardo de Pisa a participar en un concurso matemático contra varios otros matemáticos, con tres problemas planteados por el filósofo de la corte Juan de Palermo. El primero de estos problemas pedía tres números racionales cuyos cuadrados estuvieran separados por cinco unidades, resuelto por Fibonacci con los tres números {\displaystyle {\tfrac {31}{12}}}, {\displaystyle {\tfrac {41}{12}}} y {\displaystyle {\tfrac {49}{12}}}.
En El Libro de los Cuadrados, publicado ese mismo año por Fibonacci, resolvió el problema más general de encontrar ternas de cuadrados perfectos que estuvieran igualmente separadas entre sí, formando una progresión aritmética. Fibonacci llamó a la brecha entre estos números congruum. Una forma de describir la solución de Fibonacci es que los números a elevar al cuadrado son la diferencia de catetos, la hipotenusa y la suma de los catetos de una terna pitagórica, y que el congruo es cuatro veces el área del mismo triángulo. Fibonacci observó que es imposible que un congruo sea un número cuadrado en sí mismo, pero no presentó una prueba satisfactoria de este hecho.
Si tres cuadrados {\displaystyle a^{2}}, {\displaystyle b^{2}} y {\displaystyle c^{2}} pudieran formar una progresión aritmética cuyo congruo fuera también un cuadrado {\displaystyle d^{2}}, entonces estos números satisfarían las ecuaciones diofánticas
{\displaystyle {\begin{aligned}a^{2}+d^{2}&=b^{2},\\b^{2}+d^{2}&=c^{2}.\\\end{aligned}}}
Es decir, por el teorema de Pitágoras, formarían dos triángulos rectángulos de lados enteros en los que el par {\displaystyle (d,b)} da un cateto y la hipotenusa del triángulo menor y el mismo par también forma los dos catetos del triángulo mayor. Pero si (como afirmó Fibonacci) no puede existir un congruo de cuadrados, entonces no puede haber dos triángulos rectángulos enteros que compartan dos lados de esta manera.

### Áreas de triángulos rectángulos
Debido a que los congruos son exactamente los números que son cuatro veces el área de un triángulo pitagórico, y la multiplicación por cuatro no cambia la condición de un número cuadrado (que sigue siéndolo), la existencia de un congruo cuadrado es equivalente a la existencia de un triángulo pitagórico con un área que sea un cuadrado. Es esta variante del problema a la que se refiere la prueba de Fermat: muestra que no existe tal triángulo. Al considerar este problema, Fermat no se inspiró en Fibonacci sino en una edición de la Arithmetica de Diofanto de Alejandría, publicada en una traducción al francés en 1621 por Claude Gaspard Bachet de Méziriac. Este libro describía varios triángulos rectángulos especiales cuyas áreas tenían formas relacionadas con los cuadrados, pero no consideraba el caso de áreas que en sí mismas eran cuadradas.
Al reorganizar las ecuaciones de los dos triángulos pitagóricos anteriores y luego multiplicarlas, se obtiene la única ecuación diofántica
{\displaystyle b^{4}-d^{4}=(b^{2}-d^{2})(b^{2}+d^{2})=a^{2}c^{2}}
que se puede simplificar introduciendo una nueva variable {\displaystyle e=ac} para
{\displaystyle b^{4}-d^{4}=e^{2}.}
Por el contrario, tres enteros positivos cualesquiera que obedezcan a la ecuación {\displaystyle b^{4}-d^{4}=e^{2}} conducen a un congruo de cuadrados: para estos números, los cuadrados {\displaystyle (b^{4}-d^{4}-2b^{2}d^{2})^{2}}, {\displaystyle (b^{4}+d^{4})^{2}} y {\displaystyle (b^{4}-d^{4}+2b^{2}d^{2})^{2}} forman una progresión aritmética con el congruo {\displaystyle 4b^{2}d^{2}(b^{4}-d^{4})=(2bde)^{2}}, que es un cuadrado en sí mismo. Así, la solucionabilidad de {\displaystyle b^{4}-d^{4}=e^{2}} es equivalente a la existencia de un congruo de cuadrados. Pero, si el último teorema de Fermat tuviera un contraejemplo para el exponente {\displaystyle 4}, una solución entera para la ecuación {\displaystyle x^{4}+y^{4}=z^{4}}, entonces elevar al cuadrado uno de los tres números en el contraejemplo daría tres números que resuelven la ecuación {\displaystyle b^{4}-d^{4}=e^{2}}. Por lo tanto, la prueba de Fermat de que ningún triángulo pitagórico tiene un área cuadrada implica la verdad del caso con exponente-{\displaystyle 4} del último teorema de Fermat.
Otra formulación equivalente del mismo problema implica números congruentes, los números que son áreas de triángulos rectángulos cuyos tres lados son todos números racionales. Multiplicando los lados por un denominador común, cualquier número congruente puede transformarse en el área de un triángulo pitagórico, de lo cual se sigue que los números congruentes son exactamente los números formados al multiplicar un congruo por el cuadrado de un número racional. Por lo tanto, la existencia de un congruo cuadrado es equivalente a la afirmación de que el número 1 no es un número congruente. Otra forma más geométrica de enunciar esta formulación es que es imposible que un cuadrado (la forma geométrica) y un triángulo rectángulo tengan áreas iguales y todos los lados conmensurables entre sí.

### Curva elíptica

La curva elíptica y^{2} = x(x + 1)(x − 1). Los tres puntos racionales (−1,0), (0,0) y (1,0) son los cruces de esta curva con el eje x

Otra forma equivalente del teorema de Fermat involucra una curva elíptica que consiste en los puntos cuyos coordenadas cartesianas {\displaystyle (x,y)} satisfacen la ecuación
{\displaystyle y^{2}=x(x+1)(x-1).}
Los puntos (+1,0), (0,0) y (1,0) proporcionan soluciones obvias a esta ecuación. El teorema de Fermat es equivalente a afirmar que estos son los únicos puntos de la curva para los que tanto {\displaystyle x} como {\displaystyle y} son racionales. Más generalmente, los triángulos rectángulos con lados racionales y área {\displaystyle n} se corresponden uno por uno con los puntos racionales con coordenada positiva {\displaystyle y} en la curva elíptica {\displaystyle y^{2}=x(x+n)(x-n)}.

## Prueba de Fermat
Durante su vida, Fermat desafió a varios otros matemáticos a probar la inexistencia de un triángulo pitagórico con área cuadrada, pero él mismo no publicó la prueba. Sin embargo, escribió una prueba en su copia de la Aritmética de Diofanto, la misma copia en la que escribió que podía probar el último teorema de Fermat. El hijo de Fermat, Clement-Samuel, publicó una edición de este libro, incluidas las notas marginales de Fermat con la prueba del teorema del triángulo rectángulo, en 1670.
La demostración de Fermat está basada en un descenso infinito. Muestra que, de cualquier ejemplo de un triángulo pitagórico con área cuadrada, se puede deducir un ejemplo más pequeño. Dado que los triángulos pitagóricos tienen áreas enteras positivas y no existe una secuencia descendente infinita de números enteros positivos, tampoco puede existir un triángulo pitagórico con área cuadrada.
Con más detalle, supóngase que {\displaystyle x}, {\displaystyle y} y {\displaystyle z} son los lados enteros de un triángulo rectángulo con área cuadrada. Al dividir por cualquier factor común, se puede suponer que este triángulo es primitivo y, a partir de la forma conocida de todos los triples pitagóricos primitivos, se puede establecer que {\displaystyle x=2pq}, {\displaystyle y=p^{2}-q^{2}} y {\displaystyle z=p^{2}+q^{2}}, por lo que el problema se transforma en encontrar números enteros primos relativos entre sí {\displaystyle p} y {\displaystyle q} (uno de los cuales es par), tales que el área {\displaystyle pq(p^{2}-q^{2})} es cuadrada. Para que este número sea un cuadrado, sus cuatro factores lineales {\displaystyle p}, {\displaystyle q}, {\displaystyle p+q} y {\displaystyle p-q} (que son primos entre sí) deben ser cuadrados. Sean {\displaystyle p+q=r^{2}} y {\displaystyle p-q=s^{2}}. Tanto {\displaystyle r} como {\displaystyle s} deben ser impares, ya que exactamente uno de {\displaystyle p} o {\displaystyle q} es par y el otro es impar. En consecuencia, tanto {\displaystyle r-s} como {\displaystyle r+s} son pares, y uno de ellos es divisible por 4. Dividirlos por dos produce dos enteros más {\displaystyle u=(r-s)/2} y {\displaystyle v=(r+s)/2}, uno de los cuales es par por la proposición anterior. Como {\displaystyle u^{2}+v^{2}=(r^{2}+s^{2})/2=p} es un cuadrado, {\displaystyle u} y {\displaystyle v} son los catetos de otro triángulo pitagórico primitivo cuya área es {\displaystyle uv/2=q/4}. Como {\displaystyle q} es en sí mismo un cuadrado y como {\displaystyle uv} es par, {\displaystyle q/4} es un cuadrado. Por lo tanto, cualquier triángulo pitagórico con área cuadrada conduce a un triángulo pitagórico más pequeño con área cuadrada, completando la prueba.